# Den magiske gletsjer
Den magiske gletsjer er en dansk dokumentarfilm fra 1998 med instruktion og manuskript af Asger Thor.

## Handling
Hvad gemmer sig i den magiske gletsjer der oppe på Island, som Jules Verne og Halldor Laxness skrev om, og som en af de islandske sagaer handler om. Hvorfor tror de, der bor rundt om den, at den kan give dem kraft og energi således, at de kan arbejde i døgndrift? Hvorfor kommer mennesker rejsende langvejs fra hver sommer for at indgå en pagt med væsenet i gletsjeren. Hvad skjuler sig i disse ismasser?